# Pingasa grandidieri
Pingasa grandidieri är en fjärilsart som beskrevs av Butler 1879. Pingasa grandidieri ingår i släktet Pingasa och familjen mätare. Inga underarter finns listade i Catalogue of Life.